# Martina (prenom)
Martina és un prenom femení català. És la forma femenina del prenom Martí, que ve del nom llatí Martinus, derivat de Mart, déu romà de la guerra. Té la mateixa etimologia que els prenoms Marçal, Marçala o el mes de març.

## Difusió
Aquest prenom és tradicional en català i en altres llengües europees. A Catalunya, l'any 2010 fou el prenom femení més freqüent en nadons.
Versió masculina: Martí

### Variants en altres llengües
- Alemany: Martina
- Anglès: Martina
- Castellà: Martina
- Francès: Martine
- Hongarès:Martina
- Italià: Martina
- Neerlandès: Tine, Tineke
- Occità: Martina[4]
- Polonès: Martyna

## Festa onomàstica
La festa onomàstica se celebra per Santa Martina, malgrat que també es pot celebrar per Sant Martí:
- Santa Martina, verge i màrtir, 30 de gener

## Biografies
- Martina, personatge de l'antiguitat clàssica
- Martina Castells i Ballespí, metgessa catalana
- Martina Hingis, tennista
- Martina Klein, model i presentadora de TV
- Martina Navrátilová, tennista
- Martina Sáblíková, patinadora

## Topònims
- Martina Franca, vilatge d'Itàlia
- Cala Martina, cala d'Eivissa
- Alzina Martina, mas de Monistrol de Calders (Moianès, Catalunya)
- Serra Martina, serra de Sant Julià de Ramis, Girona.